# SpringBoard

SpringBoard на iOS 11.0

SpringBoard — приложение, отвечающее за главный экран в Apple iOS. С него запускаются и загружаются все установленные приложения.

## История
В 2008 году с выпуском iPhone OS 1.1.2 SpringBoard претерпела существенные изменения. При удерживании пальца на иконке значки начинают покачиваться, в этом режиме приложения можно удалять (начиная с iPhone OS 2.0) и перемещать, а также создавать несколько страниц, перетаскивая иконку на край экрана. При нажатии кнопки «Home» приложения перестают покачиваться и изменения сохраняются.
В июле 2008 года в iPhone OS 2.0 была введена возможность установки приложений разработчиков через AppStore. Удалить их можно было, удерживая палец на иконке.
В июне 2009 года в iPhone OS 3 в SpringBoard была добавлена возможность поиска Spotlight: если с главного экрана сделать «свайп» пальцем вправо, появляется строка поиска, с помощью которой можно найти музыку, приложения, контакты и другие данные, записанные в память телефона.
В июне 2010 года с релизом iOS 4 в SpringBoard была включена возможность менять обои домашнего экрана. Также путём перетаскивания одной иконки на другую в «режиме покачивания» стало возможным создание папок. В папку может поместиться до 12 приложений (либо до 20 на iPad). Убрать приложение из папки можно, просто перетащив его на главный экран.
Представленная в 2013 году iOS 7 представила значительные изменения SpringBoard: Spotlight стал доступен с любого экрана «Домой» «свайпом» сверху вниз, папки обзавелись собственными страницами (максимально — 15 страниц) вместимостью 9 приложений на страницу, верхний трей больше не выделяется темной полосой. Док теперь представляет собой полупрозрачную полосу, все иконки были переработаны, лишившись скевоморфизма.
На взломанных устройствах неподписанные (установленные через Cydia) приложения не могут быть удалены обычным методом. Удалить их можно только через Cydia (также можно установить твик CyDelete, который позволяет удалять неподписанные приложения обычным способом).

## Джейлбрейк

### Отображение иконок
В версиях iPhone OS до 1.1.3 джейлбрейк модифицировал SpringBoard для отображения иконок приложений сторонних разработчиков. В версиях выше iPhone OS 1.1.3 модификация уже не требовалась, так как SpringBoard официально стал поддерживать сторонние иконки. Приложения, установленные через Cydia, хранятся в каталоге /Applications, а не в обычном каталоге Apple для приложений сторонних разработчиков (/var/mobile/Applications).

### Кастомизация интерфейса
На взломанных устройствах SpringBoard можно модифицировать с помощью тем и скинов. Применить скачанные темы можно с помощью приложения WinterBoard, устанавливаемого через Cydia. Темы могут изменить любые элементы пользовательского интерфейса.